# Macaduma sordidescens
Macaduma sordidescens là một loài bướm đêm thuộc phân họ Arctiinae, họ Erebidae.